# Mmutlana
Mmutlana o Mmutlane è un villaggio del Botswana situato nel distretto Centrale, sottodistretto di Mahalapye. Si trova 30 km a nord-ovest di Mahalapye, vicino al villaggio di Shoshong. Il villaggio, secondo il censimento del 2011, conta 854 abitanti.

## Località
Nel territorio del villaggio sono presenti le seguenti 8 località:
- Diatshaba di 14 abitanti,
- Diphata di 32 abitanti,
- Khuduyabaeng,
- Maologane di 1 abitante,
- Marapalalo di 5 abitanti,
- Mokgalega di 18 abitanti,
- Thakadiawa di 16 abitanti,
- Tlapa-la-Kgomo di 9 abitanti